# Tiramola
Tiramola jedanaesti je studijski album splitske glazbenice Meri Cetinić, kojeg 2006. godine objavljuje diskografska kuća Croatia Records.
Album Tiramola sniman je u Splitu u suradnji s jazz sastavom "Black cooffe". Producent je bio Renato Švorinić, a aranžmane su radili također Švorinić, Ante Gašpardi i Meri Cetinić.

## Popis pjesama
1. "Zauvijek ostavi me ti"
  - (Meri Cetinić)
2. "U samoći prolazi mi vrime"
  - (Meri Cetinić)
3. "Čovjek kojeg volim"
  - (George Gershwin – Ira Gershwin – hr. prepjev: Meri Cetinić)
4. "Potraži me u predgrađu"
  - (Zdenko Runjić – Drago Britvić)
5. "Sve sam čuvala za ljubav"
  - (Meri Cetinić)
6. "Sjena tvoga tila"
  - (Meri Cetinić)
7. "Nema puta"
  - (Meri Cetinić)
8. "Ja ću plakat sama"
  - (Slobodan M. Kovačević – Stjepan Benzon)
9. "Mislim na tebe"
  - (Meri Cetinić – Jakša Fiamengo)
10. "Probudi moju ljubav"
  - (Meri Cetinić – Zoran Krčum / Meri Cetinić)
11. "Čet'ri stađuna"
  - (Zdenko Runjić – Tomislav Zuppa)

## Izvođači
Black Coffee
- Renato Švorinić - Bas gitara
- Nebojša Lakić - Klavijature
- Jadran Dučić - Bubnjevi

Glazbeni gosti
- Mladen Magud - Električna gitara
- Dražen Bogdanović - Saksofon
- Andy Petko - Udaraljke
- Ivana Burić - Prateći vokali
- Ante Gašpardi - Klavijature
- Jurica Karuza - Klavijature

### Produkcija
- Producent - Renato Švorinić
- Aranžer - Renato Švorinić (skladbe: 2, 3, 4, 6, 8, 9, 10, 11), Ante Gašpardi (skladbe: 1, 5, 7) Meri Cetinić
- Ton majstor - Siniša Radić
- Miks - Tomo Mrduljaš
- Fotografija - Vladimir Imprić

## Vanjske poveznice
- Službene stranice Meri Cetinić - Recenzija albuma